# Катастрофа de Havilland Comet под Барселоной
Катастрофа De Havilland Comet под Барселоной — крупная авиационная катастрофа, произошедшая в пятницу 3 июля 1970 года. Авиалайнер De Havilland DH-106 Comet 4C авиакомпании Dan-Air выполнял чартерный рейс DA1903 по маршруту Манчестер — Барселона, но при заходе на посадку врезался в гору Лес-Агудес хребта Монтсени в 65 километрах к северо-западу от Барселоны. Погибли все находящиеся на его борту 112 человек — 105 пассажиров и 7 членов экипажа.
Это крупнейшая катастрофа в истории самолётов Comet, на момент событий была первой авиакатастрофой в истории авиакомпании Dan-Air и крупнейшей авиакатастрофой в истории Испании.

## Самолёт

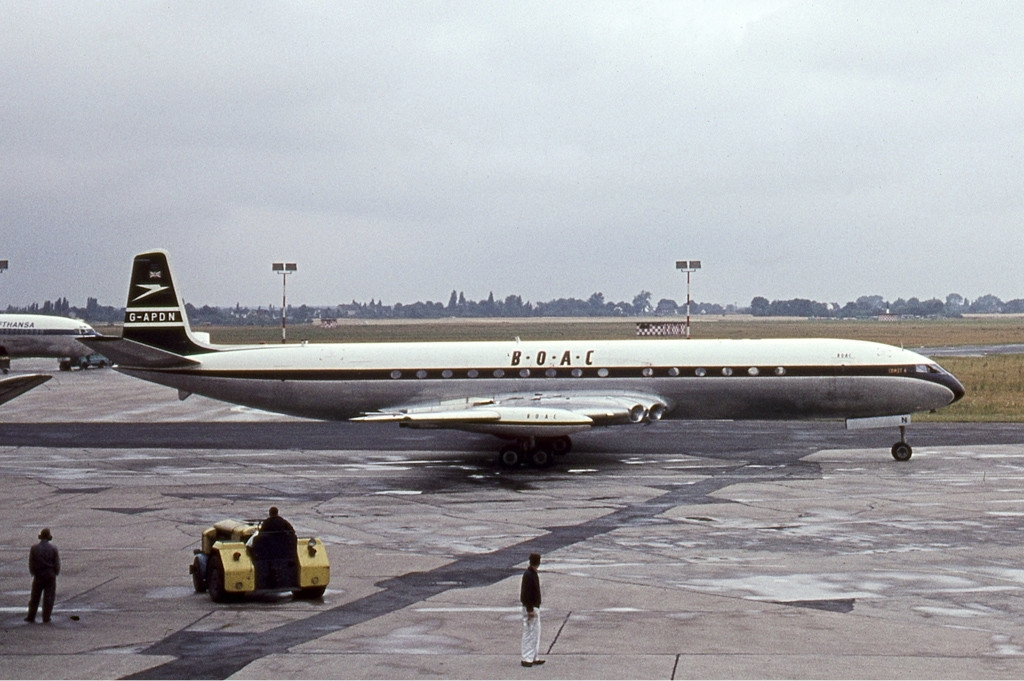
Разбившийся самолёт в 1964 году (в период эксплуатации в BOAC)

De Havilland DH-106 Comet 4C (регистрационный номер G-APDN, заводской 6415, серийный 199) был выпущен в 1959 году и в апреле был продан компании British Overseas Airways Corporation (BOAC). Его четыре турбореактивных двигателя были модели Rolls-Royce Avon 524, а пассажировместимость салона, по имеющимся данным, составляла 119 мест. В 1969 году самолёт выкупила чартерная авиакомпания Dan-Air, бортовой номер при этом остался без изменений. Всего на день катастрофы авиалайнер имел 25 786 лётных часов, в том числе 257 лётных часов с момента последнего технического освидетельствования (13 мая 1970 года).

## Экипаж
Состав экипажа рейса DA1903 был таким:
- Командир воздушного судна (КВС) — 48-летний Александр Дж. Нил (англ. Alexander G. Neal). Лицензию гражданского пилота получил 6 февраля 1967 года, был квалифицирован на командира самолётов Comet, Britannia и HS-104. Прошёл обучение на пилота в Королевских ВВС Великобритании, после чего устроился в авиакомпанию British Eagle[англ.] на должность второго пилота. В марте 1969 года устроился в авиакомпанию Dan-Air сперва в должности второго пилота, в мае 1970 года квалифицирован на командира. Имел общий налёт 7427 часов, в том числе 605 часов на самолётах «Комета» и 29 часов в должности командира. Данный полёт в Барселону для него был первый в должности командира, хотя ранее 19 мая 1970 года уже совершал один такой полёт при проверке маршрута[3].
- Второй пилот — 41-летний Дэвид Шоррок (англ. David Shorrock). Лицензию гражданского пилота получил 18 июля 1968 года, был квалифицирован на самолёты Comet, Britannia и BAC 1-11, в связи с близорукостью носил очки. Прошёл обучение на пилота в гражданской лётной академии, после чего устроился в авиакомпанию British Eagle. В апреле 1969 года устроился в авиакомпанию Dan-Air в должности второго пилота на BAC 1-11, в марте 1970 года квалифицирован на второго пилота Comet 4. Имел общий налёт 4765 часов, из них 189 часов на самолётах DH-106 Comet[3].
- Бортинженер — 40-летний Дэвид У. С. Сейер (англ. David W. S. Sayer). Был квалифицирован на бортинженера самолётов DC-7B и Comet 4. Начинал работать в авиакомпании Dan-Air в должности наземного авиатехника, на бортинженера DC-7B был квалифицирован в июле 1967 года, а на бортинженера Comet 4 — в декабре 1969 года. Общий налёт в должности бортинженера составлял 1275 часов, из них 218 часов на Comet 4[1].

В салоне самолёта работали 4 стюардессы:
- С. Хинд (англ. S. Hinde),
- Х. П. Барбер (англ. H. P. Barber),
- К. А. Мэддок (англ. C. A. Maddock),
- А. Виккерс (англ. A. Vickers).

## Хронология событий
Самолёт был забронирован британской турфирмой Clarksons Travel Group и выполнял чартерный рейс из Манчестера (Великобритания) в Барселону (Испания). В 16:08 (вместо плановых 16:00) лайнер с 7 членами экипажа и 105 пассажирами на борту вылетел из аэропорта Манчестера. Полёт по плану должен был проходить по воздушным коридорам UA1, UA34, UB31 и через точку Берга («Б»). Но из-за задержки диспетчером Парижа, экипажу было дано указание следовать через коридор UA25 по маршруту Коньяк (пройден в 17:25) — Ажен — Тулуза (пройден в 17:43), выйдя к коридору UA31 в точке «Б». Далее французский диспетчер дал экипажу разрешение снижаться с эшелона 370 (11,3 км) до 220 (6,7). В 17:53 экипаж на частоте 124,7 МГц установил связь с диспетчерским центром в Барселоне и после доклада о проходе испанской границы получил разрешение снижаться с эшелона 220 до 90 (2,74 км).
В 17:57 с борта самолёта сообщили о входе в воздушный район Барселоны, проходе высоты 160 (4,88 км) и расчётном времени прохода Берги в 18:01. В 17:59 экипаж получил указание переходить на связь с диспетчером Барселона-подход на частоте 119,1 МГц, что и было выполнено через несколько секунд. Диспетчер подхода дал указание выполнить левый поворот на курс 140°. Экипаж подтвердил получение информации и сообщил о проходе высоты 130 (3,96 км) и расчётном времени прохождения пункта Сабадель в 18:07. Когда в 18:00 диспетчер запросил подтверждение оценки времени прохода данной точки, то экипаж уточнил, что рассчитывает на 18:05. На это диспетчер отменил поворот на курс 140° и дал указание сохранять направление на Сабадель. В 18:01 с G-APDN сообщили о проходе высоты 100 (3,05 км) и снижении к 90 (2,74 км), на что диспетчер спросил, оборудован ли самолёт DME. Ответ был отрицательный, на что было дано указание снижаться до высоты 60 (1830 метров).
В 18:02 диспетчер распорядился поворачивать на курс 140°, что экипаж подтвердил, сообщил о проходе высоты 85 (2590 метров) и снижении до 60. Сразу после этого диспетчер спросил, прошли ли они Сабадель, на что с самолёта ответили: Примерно через 30 секунд. Ещё через 15 секунд экипаж сообщил о проходе маяка Сабадель, после чего диспетчер ответил: радиолокационный контакт, продолжать снижение на 2800 футов [853 метра], высотомер 1017, уровень перехода пять ноль [1524 метра] (англ. radar contact, continue descent to 2,800 feet, altimeter 1017, transition level five zero). В 18:03 с борта запросили информацию о полосе, диспетчер сообщил, что посадка будет осуществляться на ВПП 25, в ответ экипаж подтвердил получение информации. В 18:05 диспетчер запросил, на какой высоте находится самолёт, на что с G-APDN ответили, что прошли 4000 футов (1219 метров). В 18:07 диспетчер запросил у экипажа подтвердить, что они всё ещё на курсе, но ответа не последовало. На все последующие вызовы ответа также не было.

## Анализ данных

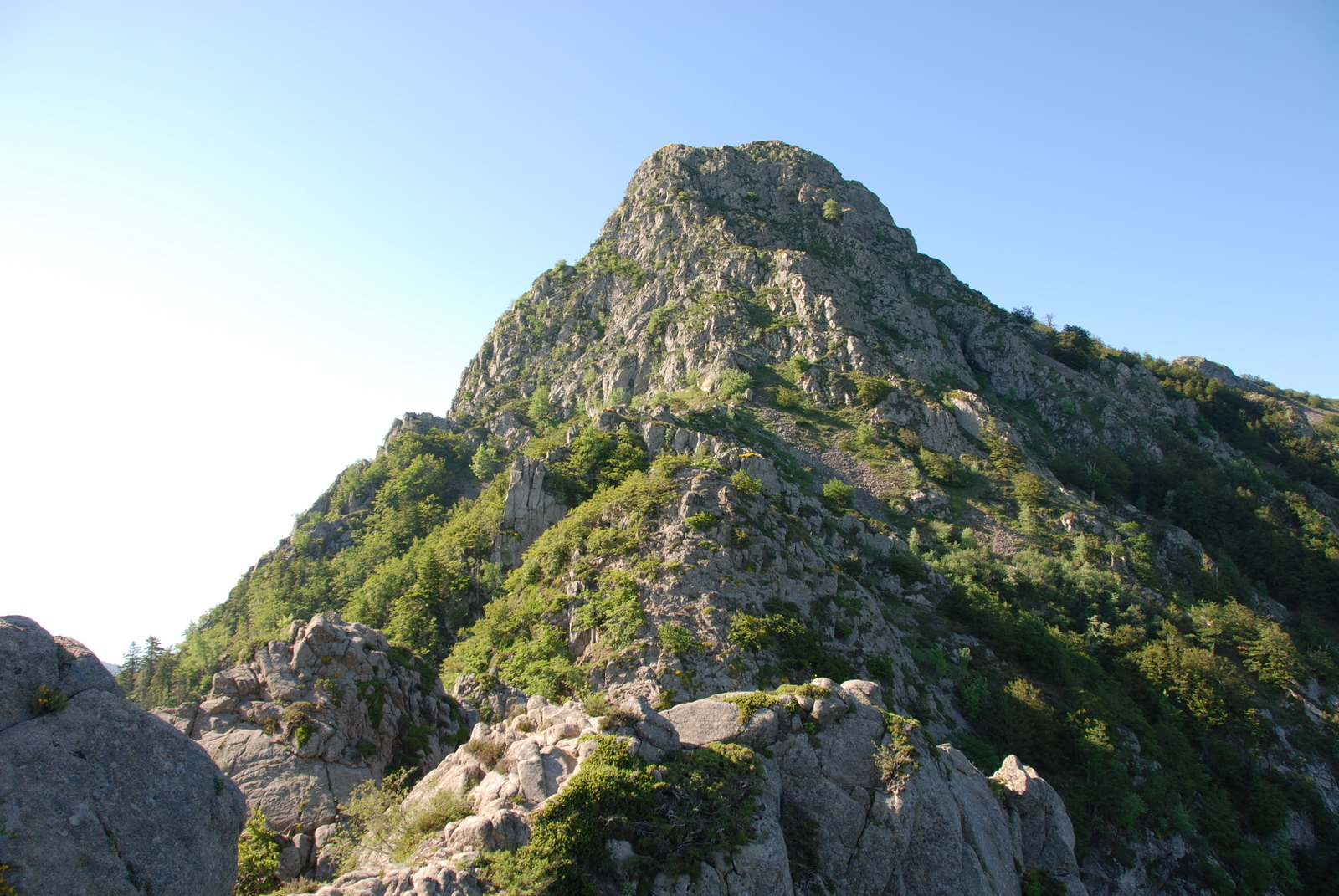
Гора Лес-Агудес

Как показали данные с бортового самописца, после следования по изменённому французским диспетчером маршруту Нант — Ажен — Тулуза — точка «Б», самолёт при пересечении коридора UA31 не довернул на курс 181°, а продолжал следовать по курсу 193°. Когда в 17:57 экипаж доложил о входе в район Барселоны, самолёт был в 30 километрах восточнее коридора, а расчётное время прохождения Берги было указано верно при том, что это было время прохождения траверза Берга, так как при его пересечении в 18:01:30 авиалайнер был в 26 км левее данной точки и продолжал следовать по курсу 193°. После указания диспетчером подхода занимать курс 140° экипаж выполнил это указание и пролетел около 4,5 километра, когда после пересмотра расчётного времени прохода Сабадели указание о повороте на курс 140° было отменено, поэтому экипаж повернул на прежний курс, на который вернулся в 18:02:18.
В 18:02:30 диспетчер вновь дал указание повернуть влево на курс 140°, что экипаж подтвердил и сообщил о проходе высоты 85. Примерно в 18:02:48 экипаж по запросу диспетчера сообщил о проходе точки Сабадель, хотя фактически находился в 52 километрах. По трагическому совпадению на экране радиолокатора в районе Сабадели в этот момент диспетчер увидел засветку, которую принял за данный самолёт. Причину появления этой засветки впоследствии не смогли объяснить ни диспетчеры в Барселоне, ни представители аэроклуба в Сабадели. Наиболее вероятно, что это был самолёт, который выполнял полёт по ПВП. Неправильно опознав самолёт на радиолокаторе, диспетчер дал указание экипажу снижаться до 2800 футов.
Авиалайнер продолжал отклоняться на восток, что нельзя было объяснить сбоем в работе VOR, так как проводившаяся 2 апреля 1970 года проверка работы маяка не обнаружила в его работе существенных отклонений, тем более что если бы она и существовала, то была бы обнаружена во время многочисленных рейсов самолётов, совершавших полёты в Барселону. В 18:05:30 летящая в облаках на скорости 410 км/ч и по курсу 145° «Комета» на высоте около 3800 футов (1160 метров) врезалась в гору Лес-Агудес (высота 1706 метров) хребта Монтсени (муниципалитет Арбусьяс провинции Жирона) и взорвалась. Катастрофа произошла в 65 километрах северо-западнее аэропорта Барселоны. Все 112 человек на борту погибли.
За 17 лет безупречной работы Dan-Air это была первая в истории авиакомпании катастрофа. Также на момент событий это была крупнейшая авиакатастрофа в Испании (на настоящее время — седьмая). Крупнейшая катастрофа в истории самолётов «Комета».

## Причины
Согласно отчёту Министерства воздушного транспорта Испании, к катастрофе привели неверные доклады от экипажа о прохождении контрольных точек, а также эхо на экране радиолокатора в районе маяка Сабадель, что совпало с докладом от экипажа о прохождении данного пункта. Это создало мнение у экипажа и диспетчера, что самолёт находился в точке Сабадель, что явилось невольной ошибкой обеих сторон (диспетчера и экипажа), которая не была своевременно исправлена.